# Robert Cecil (conde)
Robert Cecil, I Conde de Salisbury (Westminster, 1 de junio de 1563 - Marlborough, 24 de mayo de 1612) fue un estadista inglés conocido por su dirección del gobierno durante la Unión de las Coronas, cuando la Inglaterra Tudor dio paso al gobierno de los Estuardo (1603). Lord Salisbury se desempeñó como Secretario de Estado de Inglaterra (1596-1612) y Lord Alto Tesorero (1608-1612), sucediendo a su padre como Lord del Sello Privado de la reina Isabel I y permaneció en el poder durante los primeros nueve años del reinado del rey Jacobo I hasta su propia muerte.

## Biografía
Era el hijo menor de William Cecil, primer barón de Burghley y primer secretario de Estado de Isabel I, y de su segunda esposa Mildred Cooke. También era primo hermano del filósofo y escritor Francis Bacon.
Estudió en su juventud en el Saint John's College de Cambridge, aunque no llegó a graduarse, y asistió a los debates universitarios denominados «disputations» en la Sorbona. En 1589, Cecil se casó con Elizabeth Brooke, hija de William Brooke, X barón Cobham, y su segunda esposa, Frances Newton. Su hijo William Cecil nació en Westminster en 1591, y su hija Frances en 1593.
En 1584 ingresó en la Cámara de los Comunes como diputado por Westminster, en 1591 accedió al Consejo privado, siendo nombrado Secretario de Estado en 1596 a instancias de su padre. A finales del reinado de Isabel I y, sobre todo después de la ejecución de Robert Devereux, II conde de Essex en 1601, se convirtió en el principal consejero de la reina ocupando el puesto que dejó la muerte de su padre.
A pesar de esto, consideró oportuno entrar en contacto con Jacobo VI de Escocia, futuro Jacobo I de Inglaterra y probable sucesor de la reina Isabel. A la muerte de esta en 1603, Cecil fue el principal impulsor de la ascensión al trono de Jacobo I, que cuando fue rey le mantuvo como su principal consejero conociéndose este periodo de la historia inglesa como regnum cecilianum entre sus contemporáneos. Recibió por ello el título de vizconde de Cranborne lo que le llevó a la Cámara de los Lores. En 1605 fue nombrado asimismo conde de Salisbury y en 1608, al ser designado Lord Tesorero intentó con cierto éxito poner orden en las finanzas reales.
Al considerar el rey Jacobo I traer a Robert Carr, uno de sus favoritos escoceses a la corte, hizo decaer el influjo de Cecil en la Corte, pero tras su muerte se puede considerar que el reinado de Jacobo decayó considerablemente.